# Gäddtjärnen (Ramsbergs socken, Västmanland, 664545-146950)
Gäddtjärnen är en sjö i Lindesbergs kommun i Västmanland och ingår i Norrströms huvudavrinningsområde.